# Ренский, Борис Борисович
Ре́нский, Бори́с Бори́сович (1903, Харьков — 1969, Москва) — советский музыкант, конферансье, руководитель джаз-оркестра.

## Биография

### Начало работы на эстраде
Борис Ренский окончил музыкальное училище в Харькове в 1920 году. В 1921 году начал свою деятельность как музыкант эстрадного оркестра. Работал на праздничных вечерах, выступал в спектаклях и в популярной в те времена «живой газете» — как исполнитель интермедий и комедийных сценок. В 1924 году получил приглашение на профессиональную эстраду. Беря пример с Леонида Утёсова, уже в 1929 году дебютировал со своим театрализованным джаз-оркестром.

### Дальнейшая профессиональная деятельность
Программа оркестра состояла из отдельных концертных номеров, где Ренский играл главную роль. Он исполнял юмористические сценки, объявлял номера, танцевал и был чрезвычайно популярен. Ему подражали, и многие конферансье 1930-х годов стремились быть похожими на него.
Целиком политизированная эстрада требовала специального репертуара, и Ренский преуспел в высмеянии буржуазного образа жизни, мещанства и других пороков западного общества. Его имя, как артиста разговорного жанра, быстро стало популярным в стране.
В то же время Ренский, как хороший музыкант, направлял работу своего джаз-оркестра, с которым гастролировал по всей стране. Он близко дружил с Леонидом Утёсовым, Дмитрием Покрассом, Эдди Рознером и другими известными музыкантами 1930-х — 1950-х годов. В те времена трудно было найти хорошего музыканта, который бы не прошёл школу в джаз-оркестре Бориса Ренского.
Во время Великой Отечественной войны оркестр часто выезжал с программами на фронт, выступая перед бойцами с патриотическим программами. Имел правительственные награды. В 1946 году джаз-оркестр Ренского был расформирован как не отвечающий художественным требованиям.
В 1950-х — 1960-х годах оркестр приобрёл форму биг-бэнда и исполнял джазовые композиции как советских, так и западных композиторов — Дюка Эллингтона, Каунта Бэйси и других популярных джазовых авторов. Писал собственные произведения для оркестра и песни.
Борис Ренский умер в Москве 1 ноября 1969 года. Похоронен на Востряковском кладбище.
Его творчество оказало большое влияние на эстраду и зарождение и развитие джаза в СССР.